# Jugulator
Jugulator er det trettende studiealbum af det britiske heavy metal-band Judas Priest, som blev udgivet den 16. oktober 1997 i Japan og den 28. oktober 1997 i resten af verden. Det var det første af de to studiealbums med vokalist Tim "Ripper" Owens.
Musikalsk afveg albummet fra deres ældre stil, da den henviste mere til de sene 80'er thrash erindringer om Exodus, post thrash, nu-metal og dødsmetal. Guitarerne blev også stemt ned til C og C#.
Der blev efterfølgende indspillet en video til sangen "Burn in Hell" dog var over to minutter af sangen klippet fra til den endelige video. "Jugulator" og "Blood Stained" var også inkluderet på Judas Priests bokssæt Metalogy.

## Spor
Alle sangene er skrevet af K.K. Downing og Glenn Tipton.
1. "Jugulator" – 5:50
2. "Blood Stained" – 5:26
3. "Dead Meat" – 4:44
4. "Death Row" – 5:04
5. "Decapitate" – 4:39
6. "Burn in Hell" – 6:42
7. "Brain Dead" – 5:24
8. "Abductors" – 5:49
9. "Bullet Train" – 5:11
10. "Cathedral Spires" – 9:12

## Musikere
- Tim "Ripper" Owens – Vokal
- K.K. Downing – Guitar
- Glenn Tipton – Guitar
- Ian Hill – Bas
- Scott Travis – Trommer